# Золтан Алмаші (шахіст)
Золтан Алмаші (угор. Almási Zoltán, нар. 29 серпня 1976, Будапешт) — угорський шахіст, гросмейстер (1993). 

Починаючи з середини 90-х років є одним з провідних угорських шахістів. 

Восьмиразовий чемпіон Угорщини (1995, 1997, 1999, 2000, 2003, 2006, 2008, 2009). 

Чемпіон Європи 2010 року зі швидких шахів.
У складі збірної Угорщини срібний призер шахових олімпіад 2002 та 2014 років, срібний призер командного чемпіонату Європи 1999 року, бронзовий призер 2011 та 2015 років.
Його рейтинг станом на січень 2025 року  — 2677 (2-ге в Угорщині, неактивний з травня 2022 року).

## Кар'єра
Чемпіон світу 1993 року серед юніорів до 18 років.
У 2008 році з результатом 6 очок з 9 можливих (+3-0=6) став переможцем турніру, що проходив в м. Реджо-Емілія.
У грудні 2010 року здобув перемогу на чемпіонаті Європи з швидких шахів, що проходив в Варшаві випередивши за додатковими показниками Вугара Гашимова та Василя Іванчука. Результат Золтана на турнірі 10,5 очок з 13 можливих (+8-0=5).
У 2013 році з результатом 6,5 з 10 очок (+4-1=5) став переможцем турніру 18 категорії Меморіалу Капабланки, що проходив в Гавані.
У серпні 2014 року виступаючи на 3-й дошці в Шаховій олімпіаді, що проходила в Тромсе, Золтан Алмаші, набравши 7 очок з 10 можливих (+5-1=4), допоміг збірній Угорщини завоювати срібні нагороди турніру.
У квітня 2015 року у складі збірної Угорщини посів 6-е місце на командному чемпіонаті світу, що проходив у вірменському курортному містечку Цахкадзор. Крім того, Золтан з показником 56,3 % набраних очок посів 6-е місце серед шахістів, які виступали на третій шахівниці.
У жовтні 2015 року на чемпіонаті світу зі швидких шахів, що проходив у Берліні, з результатом 7 з 15 очок (+4-5=6) посів 99 місце.
У листопаді 2015 року в складі збірної Угорщини став бронзовим призером командного чемпіонату Європи, що проходив у Рейк'явіку. Крім того, набравши 5½ очок з 8 можливих (+4-1=3), Золтан посів 3 місце серед шахістів, які виступали на 3-й шахівниці.
У вересні 2016 року в складі збірної Угорщини посів 15-те місце на шаховій олімпіаді, що проходила в Баку. Набравши 7½ з 9 можливих очок (+6-0=3), Золтан Алмаші показав другий результат (турнірний перформанс — 2845 очок) серед шахістів, які виступали на 3-й шахівниці.

## Зміни рейтингу
| На цьому місці має відображатися графік чи діаграма, однак з технічних причин його відображення наразі вимкнено. Будь ласка, не видаляйте код, який викликає це повідомлення. Розробники вже працюють для того, щоби відновити штатне функціонування цього графіка або діаграми. | |
| | На цьому місці має відображатися графік чи діаграма, однак з технічних причин його відображення наразі вимкнено. Будь ласка, не видаляйте код, який викликає це повідомлення. Розробники вже працюють для того, щоби відновити штатне функціонування цього графіка або діаграми. |